# Ánderson Duarte
Ánderson Nathael Duarte Da Silva (Tacuarembó, 23 de marzo de 2004) es un futbolista uruguayo. Juega de extremo o mediapunta y su equipo actual es el Mazatlán Fútbol Club de la Primera División de México a préstamo del Deportivo Toluca Fútbol Club. Fue parte de la selección sub-20 de Uruguay campeona del mundo en 2023.

## Trayectoria
Comenzó a jugar en baby fútbol con 4 años, en el Club Policial de Tacuarembó. A sus 8 años llamó la atención ya que metía 50-60 goles por temporada, fueron a observarlo en vivo y ese día metió 6 goles en el primer tiempo, su destacada actuación le valió una oportunidad de probarse en la capital del país Montevideo. Viajó los fines de semana durante 3 años para jugar con Rincón de Carrasco, equipo de baby fútbol montevideano, hasta que con 12 años tuvo que decidir si mudarse definitivamente o no, para comenzar su formación juvenil. Decidió mudarse y probarse en la escuelita de Defensor Sporting junto a otros 8 niños de otros departamentos, pero fue el único que se mantuvo.

## Selección nacional

### Juveniles
Duarte ha sido internacional con la selección de Uruguay en las categorías juveniles sub-15, sub-17, sub-20 y sub-23.
Fue citado por primera vez para entrenar con la selección uruguaya en junio de 2018 por el entrenador Diego Demarco de la categoría sub-15. Debutó con la Celeste el 20 de septiembre en un partido amistoso contra Newell´s Old Boys, fue titular pero fueron derrotados 5-2. El 27 de noviembre convirtió su primer gol con la selección, fue contra Belgrano de Córdoba y empataron 1-1.
Durante el año siguiente continuó siendo parte del proceso juvenil, estuvo presente en 18 partidos amistosos internacionales y convirtió 5 goles. El 29 de octubre fue confirmado en el plantel definitivo para jugar el Campeonato Sudamericano Sub-15 de 2019 en Paraguay.
Debutó en el Sudamericano el 24 de noviembre de 2019, estuvo en el banco de suplentes contra el local Paraguay, ingresó al minuto 65 por Juan Ignacio Chocho, convirtió un gol pero fueron derrotados 3-1. En la fecha 2 volvió a ser suplente, ingresó en el transcurso del segundo tiempo por Augusto Scarone pero volvieron a perder, esta vez por 3-2. Por tercer partido consecutivo fue suplente, ingresó al comienzo del segundo tiempo por Joaquín Lavega y enfrentaron a Argentina pero fueron vencidos 2-0. Cerró la participación en el torneo oficial el 2 de diciembre contra Chile, ingresó al minuto 54 y volvió a convertir un gol, ganaron 3-1 pero fueron eliminados del Sudamericano.
Fue citado por Diego Demarco para comenzar el proceso de la selección sub-17, en marzo de 2020. Debido a la Pandemia de COVID-19 se cancelaron los entrenamientos y los retomaron 6 meses después.
En agosto de 2021 fue parte del plantel que viajó a España para jugar el torneo COTIF sub-18 en L’Alcudia. Uruguay perdió 2 partidos y ganó 1, Anderson jugó los 3 encuentros y convirtió 2 goles.
Debido a la cancelación de los Campeonatos Sudamericanos de todas las categorías, se comenzó un nuevo proceso en las diferentes categorías juveniles, pero no fue citado en una primera instancia.
En octubre fue confirmado para ser parte de una gira internacional en Centroamérica con la sub-20 de Uruguay por el entrenador Gustavo Ferreyra. Debutó en la nueva categoría el 29 de octubre de 2021, fue titular para enfrentar a Costa Rica y ganaron 0-1, dos días después jugaron la revancha y volvieron a ganar, esta vez por 1-2, con un doblete de Duarte.
Durante 2022 mantuvo su lugar en las convocatorias sub-20, disputó 10 partidos amistosos internacionales y convirtió 2 goles.
El 3 de enero de 2023 se dio a conocer la lista definitiva del plantel que disputaría el Campeonato Sudamericano Sub-20 y fue confirmado por el entrenador Marcelo Broli.
Debutó en el Sudamericano el 22 de enero, ingresó al final del segundo tiempo para enfrentar a Chile, combinado al que derrotaron 0-3. En la fecha 2 fue titular contra Venezuela, ganaron 3-0 pero se lesionó en los minutos finales y quedó descartado de la competición por un esguince de rodilla.
Tras 7 partidos ganados, 1 empatado y 1 perdido, Uruguay logró el subcampeonato y clasificaron a la Copa Mundial Sub-20 y a los Juegos Panamericanos. Anderson estuvo presente en 2 encuentros.
Fue citado para ser parte de la primera semana de entrenamientos previos al Mundial Sub-20. Posteriormente quedó confirmado en la lista definitiva de 21 jugadores para disputar la Copa del Mundo.
Agendaron 2 partidos amistosos internacionales de preparación. Primero fue contra Honduras el 13 de mayo, ingresó al minuto 82 por Franco González y ganaron 1-0 en el Estadio Belvedere. El 13 de mayo jugaron en el Estadio Centenario contra el campeón de la Copa Asiática, Uzbekistán, esta vez ingresó al minuto 57 y convirtió un gol al minuto 90, para cerrar el triunfo por 2-0.
Debutó en el primer partido de la fase de grupos del Mundial contra Irak, ingresó en el transcurso del segundo tiempo y ganaron 4-0. En el segundo encuentro jugaron contra Inglaterra y estuvo los 4 minutos finales en cancha pero perdieron 2-3. El tercer y último partido de la fase de grupos fue contra Túnez, esta vez ingresó al minuto 64 debido a una lesión de Matías Abaldo, ganaron 1-0 y clasificaron a la siguiente ronda.
El 1° de junio de 2023 fue titular en octavos de final de la Copa Mundial, se midieron ante Gambia, fue un encuentro parejo pero al minuto 65 Anderson remató un zurdazo desde fuera del área que vulneró la portería rival, lo que significó el único tanto del partido y triunfo de Uruguay. Los cuartos de final se jugaron el 4 de junio contra Estados Unidos, se midieron ante la única selección que había ganado todos los partidos del Mundial y que no había recibido goles, además los estadounidenses tuvieron 48 horas más de descanso, nuevamente fue titular y convirtió un gol al minuto 21, posteriormente con un gol en contra cerraron la victoria por 0-2. En la semifinal quedaron emparejados con Israel, por tercer partido consecutivo estuvo en cancha desde el vamos y una vez más fue decisivo, tras un remate de Matturro que dio en el poste y rebotó, Ander reaccionó antes que 2 rivales y los adelantó para convertir el único gol del partido, la Celeste clasificó a la final. En el partido por el título se midieron ante Italia, tras un partido reñido Uruguay logró vulnerar la portería europea, lo que significó el triunfo de los charrúas y el primer título mundial de la categoría.
A fin de año fue citado por Marcelo Bielsa para ser parte de un combinado juvenil y entrenar de cara al Torneo Preolímpico Sudamericano Sub-23 de 2024. Fue confirmado en el plantel definitivo el 5 de enero, le fue asignado el dorsal número 7.
Debutó con la sub-23 el 13 de enero de 2024 en un amistoso contra Paraguay, ingresó en el transcurso del segundo tiempo y ganaron 4-1.
Fue suplente durante el Preolímpico pero quedaron eliminados en la fase de grupos, jugó 2 partidos.

### Absoluta
El 2 de junio de 2023 fue convocado por primera vez a la selección mayor de Uruguay por el entrenador Marcelo Bielsa. Estuvo en el banco de suplentes por primera vez del 20 de junio en un partido amistoso contra Cuba en el Estadio Centenario, no tuvo minutos pero ganaron 2-0.

## Estadísticas

### Clubes
Actualizado al último partido citado el 26 de julio de 2025.
| Club                           | Div.          | Temporada     | Liga  | Liga  | Liga   | Copas nacionales | Copas nacionales | Copas nacionales | Copas internacionales | Copas internacionales | Copas internacionales | Total | Total | Total  |
| Club                           | Div.          | Temporada     | Part. | Goles | Asist. | Part.            | Goles            | Asist.           | Part.                 | Goles                 | Asist.                | Part. | Goles | Asist. |
| ------------------------------ | ------------- | ------------- | ----- | ----- | ------ | ---------------- | ---------------- | ---------------- | --------------------- | --------------------- | --------------------- | ----- | ----- | ------ |
| Defensor Sporting C. · Uruguay | 2.ª           | 2021          | 3     | 0     | 0      | —                | —                | —                | —                     | —                     | —                     | 3     | 0     | 0      |
| Defensor Sporting C. · Uruguay | 1.ª           | 2022          | 16    | 1     | 0      | 5                | 1                | 1                | —                     | —                     | —                     | 21    | 2     | 1      |
| Defensor Sporting C. · Uruguay | 1.ª           | 2023          | 24    | 7     | 1      | 5                | 1                | 2                | 1                     | 0                     | 0                     | 30    | 8     | 3      |
| Defensor Sporting C. · Uruguay | 1.ª           | 2024          | 21    | 6     | 4      | -                | -                | -                | 1                     | 0                     | 0                     | 22    | 6     | 4      |
| Defensor Sporting C. · Uruguay | Total club    | Total club    | 64    | 14    | 5      | 10               | 2                | 3                | 2                     | 0                     | 0                     | 76    | 16    | 8      |
| D. Toluca F. C. · México       | 1.ª           | 2024-25       | 7     | 1     | 0      | —                | —                | —                | —                     | —                     | —                     | 7     | 1     | 0      |
| D. Toluca F. C. · México       | Total club    | Total club    | 7     | 1     | 0      | 0                | 0                | 0                | 0                     | 0                     | 0                     | 7     | 1     | 0      |
| Mazatlán F. C · México         | 1.ª           | 2024-25       | 9     | 1     | 1      | —                | —                | —                | —                     | —                     | —                     | 9     | 1     | 1      |
| Mazatlán F. C · México         | 1.ª           | 2025-26       | 3     | 0     | 0      | —                | —                | —                | —                     | —                     | —                     | 3     | 0     | 0      |
| Mazatlán F. C · México         | Total club    | Total club    | 12    | 1     | 1      | 0                | 0                | 0                | 0                     | 0                     | 0                     | 12    | 1     | 1      |
| Total carrera                  | Total carrera | Total carrera | 83    | 16    | 6      | 10               | 2                | 3                | 2                     | 0                     | 0                     | 95    | 18    | 9      |
| 1. 2.                          |               |               |       |       |        |                  |                  |                  |                       |                       |                       |       |       |        |

### Selección
Actualizado al último partido citado el 2 de febrero de 2024.
| Selección          | Temporada         | Continental | Continental | Continental | Mundial      | Mundial      | Mundial      | Amistosos | Amistosos | Amistosos | Total | Total | Total  |
| Selección          | Temporada         | Part.       | Goles       | Asist.      | Part.        | Goles        | Asist.       | Part.     | Goles     | Asist.    | Part. | Goles | Asist. |
| ------------------ | ----------------- | ----------- | ----------- | ----------- | ------------ | ------------ | ------------ | --------- | --------- | --------- | ----- | ----- | ------ |
| Sub-15 · Uruguay   | 2018              | —           | —           | —           | —            | —            | —            | 7         | 2         | 0         | 7     | 2     | 0      |
| Sub-15 · Uruguay   | 2019              | 4           | 2           | 0           | —            | —            | —            | 19        | 6         | 0         | 23    | 8     | 0      |
| Sub-15 · Uruguay   | Total sel.        | 4           | 2           | 0           | 0            | 0            | 0            | 26        | 8         | 0         | 30    | 10    | 0      |
| Sub-17 · Uruguay   | 2021              | -           | -           | -           | -            | -            | -            | 3         | 2         | 0         | 3     | 2     | 0      |
| Sub-17 · Uruguay   | Total sel.        | 0           | 0           | 0           | 0            | 0            | 0            | 3         | 2         | 0         | 3     | 2     | 0      |
| Sub-20 · Uruguay   | 2021              | —           | —           | —           | —            | —            | —            | 3         | 2         | 0         | 3     | 2     | 0      |
| Sub-20 · Uruguay   | 2022              | 0           | 0           | 0           | —            | —            | —            | 10        | 2         | 0         | 10    | 2     | 0      |
| Sub-20 · Uruguay   | 2023              | 2           | 0           | 0           | 7            | 3            | 0            | 2         | 1         | 0         | 11    | 4     | 0      |
| Sub-20 · Uruguay   | Total sel.        | 2           | 0           | 0           | 7            | 3            | 0            | 15        | 5         | 0         | 24    | 8     | 0      |
| Sub-23 · Uruguay   | 2024              | 2           | 0           | 0           | No clasificó | No clasificó | No clasificó | 2         | 0         | 0         | 4     | 0     | 0      |
| Sub-23 · Uruguay   | Total sel.        | 2           | 0           | 0           | 0            | 0            | 0            | 2         | 0         | 0         | 4     | 0     | 0      |
| Absoluta · Uruguay | 2023              | -           | -           | -           | —            | —            | —            | 0         | 0         | 0         | 0     | 0     | 0      |
| Absoluta · Uruguay | Total sel.        | 0           | 0           | 0           | 0            | 0            | 0            | 0         | 0         | 0         | 0     | 0     | 0      |
| Total selecciones  | Total selecciones | 8           | 2           | 0           | 7            | 3            | 0            | 46        | 15        | 0         | 61    | 20    | 0      |
| 1. 2.              |                   |             |             |             |              |              |              |           |           |           |       |       |        |

## Palmarés

### Títulos nacionales
| Título       | Club                 | País    | Año  |
| ------------ | -------------------- | ------- | ---- |
| Copa Uruguay | Defensor Sporting C. | Uruguay | 2022 |
| Copa Uruguay | Defensor Sporting C. | Uruguay | 2023 |

### Títulos internacionales
| Título              | Equipo               | País      | Año  |
| ------------------- | -------------------- | --------- | ---- |
| Copa Mundial Sub-20 | Selección de Uruguay | Argentina | 2023 |

### Distinciones individuales
| Distinción                                    | Año  |
| --------------------------------------------- | ---- |
| Premios AUF - Joven talento del mes (julio)   | 2023 |
| Premios AUF - Equipo ideal del mes (julio)    | 2023 |
| Premios AUF - Equipo ideal del año (nominado) | 2023 |